# 8. Sinfonie (Schostakowitsch)
Die Sinfonie Nr. 8 in c-Moll op. 65 von Dmitri Schostakowitsch entstand im Sommer 1943 und wurde am 4. November desselben Jahres vom Staatlichen Sinfonieorchester der UdSSR in Moskau unter der Leitung von Jewgeni Mrawinski, dem sie auch gewidmet war, uraufgeführt.
Sie gehört zusammen mit der 7. und 9. Sinfonie zu den sogenannten „Kriegssinfonien“ Schostakowitschs.

## Überblick
Schostakowitsch schrieb diese Symphonie 1943 innerhalb von 40 Tagen. Nach dem Musikwissenschaftler Iwan Sollertinsky soll diese Symphonie das Grauen des Krieges widerspiegeln, was er vor der Uraufführung in Moskau und Nowosibirsk in einer Rede so darstellte, vermutlich, um das Regime nicht ahnen zu lassen, was Schostakowitsch wirklich ausdrücken wollte. Wie der Dirigent Kurt Sanderling, der Schostakowitsch persönlich kannte, sagte, wollte Schostakowitsch „den Schrecken des Lebens eines Intellektuellen in der damaligen Zeit“ vertonen.
Das Werk hat je nach Interpretation eine Dauer von etwa 60–65 Minuten und hat fünf Sätze:
1. Adagio – Allegro non troppo
2. Allegretto
3. Allegro non troppo
4. Largo
5. Allegretto

### Adagio
Der erste Satz ist der längste mit beinahe 30 Minuten. Der Satz beginnt mit einem Unisono-Motiv der tiefen Streicher im fortissimo.
Bratsche und zweite Violine setzen am Ende des zweiten Taktes ebenfalls im Unisono ein.
Der anfängliche musikalische Gedanke zeichnet sich durch eine auffällige Rhythmisierung mit doppelt punktierten Achtelnoten aus, wobei die beiden Stimmen komplementär arbeiten. Dadurch entsteht ein aggressiver Marscheindruck, der sich jedoch von Takt 6 bis 10 mit sinkender Dynamik von ff nach pp in ein Gefühl von Schmerz, Leid und Verzweiflung wandelt. Dies sind die beiden Themen des in der Sonatenform konzipierten Satzes. Beide zeigen einen eher lyrischen Charakter. In der Durchführung wird das zweite Thema immer stärker rhythmisch akzentuiert, nach einem Höhepunkt in dreifachem forte kehren die Anfangsthemen marschartig wieder. Überleitend erklingt ein ausgedehntes  rezitativisches Solo des Englischhorns (Takte 302 bis 351), dann schließen die Themen in umgekehrter Reihenfolge den Satz. Hierzu bedient sich Schostakowitsch häufig Spielanweisungen wie „sul tasto“ (T. 10), „tenuto“ (T. 41), „poco più mosso“ und „morendo“ (T. 67), „molto espressione“ (T. 105) und so weiter, die den tragischen Ausdruck unterstreichen.

### Allegretto
Der zweite Satz bildet einen deutlich hörbaren Kontrast zum tragisch-lyrischen ersten Satz. Der Komponist beschreibt den kurzen zweiten Satz Allegretto als „einen Marsch mit Elementen eines Scherzos“. Der Charakter des in Des-Dur stehenden Satzes ist burlesk und exponiert vor allem Instrumente der extremen Lagen wie Pikkolo-Flöte und Kontrafagott. Das Hauptthema entstammt dem Anfangsmotiv des ersten Satzes.

### Allegro non troppo
Der dritte Satz steht in e-Moll und könnte auch als zweites Scherzo bezeichnet werden. Er ist von durchgehender maschinenhafter Motorik und in seiner brutalen Monotonie ein Abbild des Krieges und dessen Unmenschlichkeit. Schostakowitsch verwendet hier die barocke Form einer Toccata.
Der Satz beginnt mit einer massiven Reihung von Viertelnoten, beginnend in E-Moll, später jedoch auch teilweise chromatisch, beispielsweise in T. 54 (Kb.0:41), gespielt von der Viola. Die rhythmische Einfachheit bleibt für den ganzen Satz erhalten und dient als Basis für Montageelemente, die über der Reihe gespielt werden. In Takt 43 wird die Viola von der ersten Geige ersetzt. Ab T. 117 (Kb.1: 31) spielen beide Geigen dieses musikalische Element unisono und ab T. 146 (Kb.1:54) die Bläser ebenfalls unisono. Die durchgehenden Viertel wirken wie eine primitive Geste, grob und roh. Der motorische Ausdruck wird durch die Spielanweisungen Wechselstrich, forte und marcatissimo und durch das Tempo von Viertel=152 unterstrichen. In T. 17, 21, 23 etc. (Kb.0:13) spielen die restlichen Streicher am Taktanfang einen quintlosen E-Moll-Akkord. In T. 65 und 68 sind es verminderte E-Akkorde und in T. 77, 81, 85, 89 und 93 verminderte Cis-Akkorde. Diese setzen sich aggressiv in die maschinenhafte Reihung. Sie zeigen in der Regel Abstände von zwei oder vier Takten. In T. 34, 39, 57, 62 (Kb.0:25) und weiteren ist ein über eine None gespreiztes Sekundmotiv e-f zu hören. Dieses Zweitonmotiv erinnert sehr an einen Schmerz- oder Klagelaut. Kurt Sanderling, der diese Symphonie als Darstellung von Schostakowitschs Leid sah, deutete den dritten Satz als „Niedergetrampeltwerden des Individuums“. Diese Toccata ist ein Beispiel dafür, wie mit einfachsten Mitteln eine enorme Wirkung erzielt werden kann.

### Largo
Der vierte Satz – Largo – schließt attacca an den dritten an. Er ist der Form nach eine Passacaglia, dessen elfmal erscheinendes Bassthema wiederum aus dem Anfangsmotiv abgeleitet ist. Darüber entwickelt Schostakowitsch ausgedehnte Soli von Horn, Piccolo-Flöte und Klarinette, die aber allesamt im Charakter des Largos verbleiben. Schostakowitsch hat sich dieser barocken Form des Öfteren zur Darstellung tragischer Inhalte bedient. Nach dem martialischen Höhepunkt am attacca einsetzenden Satzbeginn herrscht nun ein Charakter der Trauer, auch der Ödnis und Wüstheit vor – man beachte die Instrumentation mit begleitenden Flöten, die mit Flatterzunge spielen, aber sich motivisch nicht von der Stelle bewegen.

### Allegretto
Der vierte Satz mündet wiederum [attacca] in den fünften Satz, der mit einem lyrischen Fagottsolo beginnt. Dieses Thema lässt eine Ähnlichkeit zu Brahmssymphonien sehen. Es wird ab T. 37 (Kb.1, 01) von der ersten Violine weitergeführt, bis ein Flötensolo in T.62 (Kb.1:36) erscheint, wobei die Streicher erst die zweite, dann die erste und dritte Zählzeit der Takte durch pizzicato-Akkorde mit aufsteigender Basslinie betonen, sodass der Drei-Vierteltakt als Zwei-Vierteltakt erklingt. Ab T. 87 (Kb.2:08) erscheint wieder das erste Thema in der Violinstimme, bis es in T. 95 vom variiert Violoncello übernommen wird. In T. 138 (Kb.3:06) zeigt Schostakowitsch ein weiteres Motiv, nämlich ein Oboen-Unisono, das von der zweiten Oboe eine große Sexte tiefer gespielt wird. Ab T. 186 (Kb. 4:10) findet sich noch ein weiteres Thema, das sich durch auf- und absteigenden und teilweise chromatischen Verlauf auszeichnet. Der gesamte Satz besteht aus einer Vielzahl verschiedener Motive, weswegen dieser Satz mosaikhaft wirkt.
Der letzte Abschnitt des Satzes steht in C-Dur und startet ohne Übergang, entwickelt sich zunächst kammermusikalisch, steigert sich dann langsam und wiederholt den „Aufschrei“ des ersten Satzes. Danach kehrt der Satz jedoch zu seinem ruhigen Anfang zurück und endet in einem C-Dur-Dreiklang, der den Hintergrund für das nun zum letzten Mal erscheinende Anfangsmotiv bildet. Auffallend ist in dieser Symphonie, dass sie pianissimo endet. Während des Schlussteils ab T. 561 (Kb.13:34) spielen beide Violinen einen C-Dur-Akkord, der sich über die letzten 35 Takte hinwegzieht. Die übrigen Streicher spielen hierzu in den Takten 563, 565, 571, 573, 579 und 581 pizzicato-C-Dur-Akkorde, die mit zwei Achteln der Bratsche ein Dreitonmotiv verbindet. Auffällig ist, dass immer nach zwei C-Dur-Akkorden drei dissonante Akkorde auftauchen. Das Dreitonmotiv taucht auch unter den Schlussharmonien in T. 587, 589 und 591 auf, wobei das letzte augmentiert erscheint. Diese Coda wirkt, wie Krzysztof Meyer schreibt, wie ein Fragezeichen, weswegen diese Symphonie relativ kühl aufgenommen wurde. Dieser Eindruck entsteht, da das Dreitonmotiv den Beginn des Themas wiedergibt, jedoch nicht weiter ausführt. Den Kulturfunktionären fehlte ein optimistisches Ende, wie es die Leningrader Symphonie zeigt.

## Besetzung
Die Sinfonie ist für großes Sinfonieorchester geschrieben und besetzt mit 4 Flöten (davon 3. und 4. auch Piccolo), 2 Oboen, Englischhorn, 2 Klarinetten, Es-Klarinette, Bassklarinette, 3 Fagotte (davon 3. auch Kontrafagott), 4 Hörner, 3 Trompeten, 3 Posaunen, Tuba, Pauken, Schlagzeug, I. und II. Violinen, Bratsche, Violoncello, Kontrabass

## Rezeption
In einem Brief an Isaak Glikman parodierte der Komponist die Reaktionen der Regierung, welche er auf sein Werk erwartete.

„Ich bin sicher, dass ich dabei wertvolle kritische Beobachtungen machen werde, die mich sowohl zu künftiger kreativer Arbeit inspirieren als auch Einblicke geben werden, die es mir ermöglichen, das zu überprüfen, was ich in der Vergangenheit geschaffen habe. Anstatt einen Schritt zurück zu machen, wird es mir also gelingen, einen vorwärts zu machen.“

Die Sinfonie wurde tatsächlich sehr zurückhaltend und eher negativ aufgenommen, die düstere Stimmung und im Besonderen das Fehlen eines optimistischen Finales wurden bemängelt. Man warf Schostakowitsch fehlenden Patriotismus vor, da doch die Rote Armee nach dem Sieg in Stalingrad endlich in die Offensive ging. Schostakowitschs Freund Ivan Sollertinsky bemerkte, „die Musik ist bedeutend stärker und härter als die der Fünften und der Siebten und deshalb ist es unwahrscheinlich, dass sie populär wird“. Die Regierung antwortete, indem sie dem Werk den Untertitel Stalingrad-Sinfonie gab, im Gedenken an die Opfer der Schlacht von Stalingrad. Die Sinfonie wurde von Sergei Prokofjew und anderen bei der Komponisten-Vollversammlung im März 1944 kritisiert und durch das Schdanow-Dekret von 1948 mit Aufführungsverbot belegt. Erst im Oktober 1956 wurde sie durch eine Aufführung des Moskauer Philharmonischen Orchesters unter der Leitung von Samuil Samossud rehabilitiert.